# Karlheinz Lohs
Karlheinz Lohs (* 23. August 1929 in Annaberg; † 26. Juni 1996 in Leipzig) war ein deutscher Chemiker und Toxikologe. Er wirkte als Experte für chemische Kampfstoffe und leitete von 1965 bis 1970 das in Berlin-Buch ansässige Institut für Biophysik der Deutschen Akademie der Wissenschaften zu Berlin (DAW), der späteren Akademie der Wissenschaften der DDR, sowie von 1970 bis 1990 die Forschungsstelle für chemische Toxikologie der Akademie in Leipzig.

## Leben
Karlheinz Lohs wurde 1929 in Annaberg geboren und war nach einer Ausbildung zum Chemielaboranten zunächst im Kreiskrankenhaus seiner Heimatstadt tätig. Nachdem er an der Vorstudienanstalt in Chemnitz 1948 das Abitur erworben hatte, absolvierte er von 1948 bis 1952 ein Studium der Chemie an der Universität Leipzig. Anschließend war er als wissenschaftlicher Mitarbeiter in der Farbenfabrik Wolfen tätig. Er promovierte 1955 mit einem Thema aus der organischen Synthesechemie an der Leipziger Universität, an der er 1962 auch mit einer Arbeit über Phosphorsäureester habilitiert wurde. Von 1958 bis 1965 fungierte er als Direktor des Volkseigenen Betriebs Chemisch-Technische Laboratorien.
1965 wurde er von der Deutschen Akademie der Wissenschaften zu Berlin (DAW), der späteren Akademie der Wissenschaften der DDR, zum Professor ernannt. Im gleichen Jahr übernahm er die Leitung des zur Forschungsgemeinschaft der Akademie gehörenden Instituts für Biophysik mit Sitz in Berlin-Buch. 1970 wechselte er zurück nach Leipzig, wo er bis 1990 als Leiter der Forschungsstelle für chemische Toxikologie der Akademie fungierte. Darüber hinaus wirkte er ab 1970 als Fachberater und von 1980 bis 1990 als Mitglied des Verwaltungsrats des Stockholm International Peace Research Institute. Von 1981 bis 1990 war er Vizepräsident der Urania. Nach der politischen Wende in der DDR und der deutschen Wiedervereinigung war er bis zum Ruhestand im Jahr 1994 als wissenschaftlicher Mitarbeiter einer Entsorgungs- und Sanierungsfirma in Letmathe tätig. Er starb 1996 in Leipzig.

## Wissenschaftliches Wirken
Schwerpunkte des wissenschaftlichen Interesses von Karlheinz Lohs war die Entwicklung von Methoden und Geräten zum Nachweis, zur Abwehr und zur Beseitigung von Umweltschadstoffen und chemischen Kampfstoffen. Darüber hinaus beschäftigte er sich mit der Geschichte der Chemie und der Toxikologie. 

## Auszeichnungen
Karlheinz Lohs wurde 1970 als korrespondierendes und zwei Jahre später als ordentliches Mitglied in die Akademie der Wissenschaften der DDR aufgenommen. Die Martin-Luther-Universität Halle-Wittenberg ernannte ihn 1986 zum Ehrendoktor. Von der Chemischen Gesellschaft der DDR erhielt er 1984 die August-Kekulé-Medaille. Außerdem wurde er 1985 mit dem Vaterländischen Verdienstorden in Silber und 1989 mit dem Stern der Völkerfreundschaft in Gold ausgezeichnet.

## Veröffentlichungen (Auswahl)
- mit Peter Franz: Erkennung und Nachweis chemischer Kampfstoffe: Einführung in die qualitative Analyse chemischer Kampfstoffe (= Schriftenreihe Luftschutz. Nr. 13). Deutscher Militärverlag, Berlin 1964, DNB 364352604.
- Synthetische Gifte: Chemie, Wirkung und militärische Bedeutung. Berlin 1958, 1963, 1967, 1974
- Akute Vergiftungen: Ratgeber für toxikologische Notfälle. Jena 1966, 1970, 1971, 1974, 1975, 1981, 1988, 1990 (als Mitherausgeber)
- Herbert Meißner, Karlheinz Lohs (Hrsg.): Abrüstung, Wissenschaft, Verantwortung. Akademie-Verlag, Berlin 1978
- Herbert Meißner, Karlheinz Lohs (Hrsg.): Wissenschaft und Frieden. Akademie-Verlag, Berlin 1982
- Entgiftung und Vernichtung chemischer Kampfstoffe. Berlin 1983
- Herbert Meißner, Karlheinz Lohs (Hrsg.): Frieden ohne Alternative. Akademie-Verlag, Berlin 1985.
- mit Dieter Martinetz und Jörg Lanzen: Weihrauch und Myrrhe. Kulturgeschichte und wirtschaftliche Bedeutung; Botanik, Chemie, Medizin. Wissenschaftliche Verlagsgesellschaft, Stuttgart 1989, ISBN 978-3-8047-1019-1
- Toxikologie: Einführung, Probleme, Tendenzen. Berlin 1987, Stuttgart und Jena 1992 (als Mitherausgeber)
- Fachlexikon Toxikologie. Landsberg 1999, Berlin und Heidelberg 2009 (als Mitautor)

## Dokumentarfilm
1967 entstand unter der Regie von Karlheinz Mund bei der DEFA der 15-minütige dokumentarische Porträtfilm Prof. Dr. rer. nat. habil. über Karlheinz Lohs.